# Лон (Дренте)
Лон (нід. Loon) — село в нідерландській провінції Дренте. Входить до муніципалітету Ассен.
Його площа становить 4,59 км², а населення станом на 2021 рік складало 265 осіб.

## Галерея

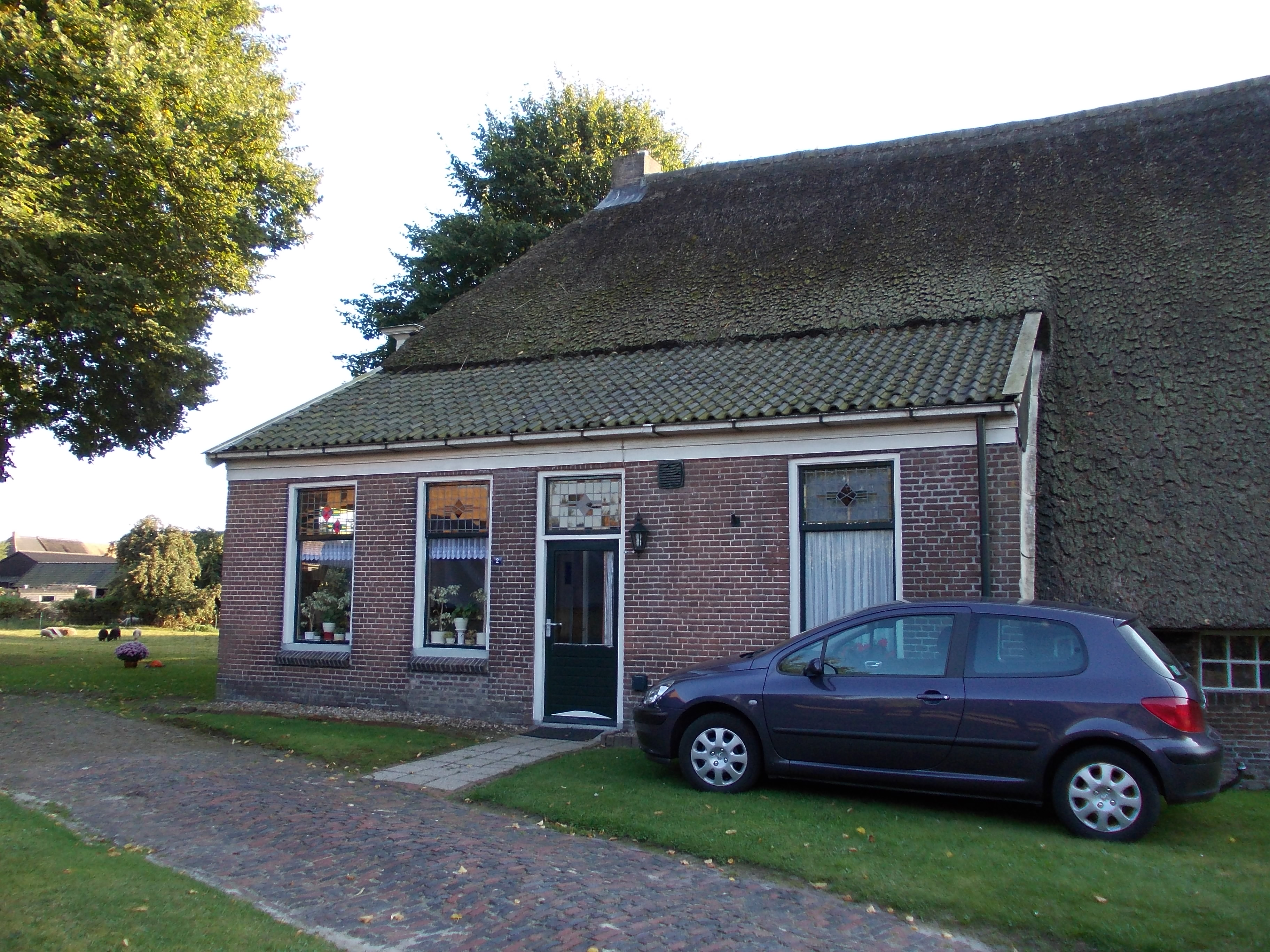
Ферма у селі
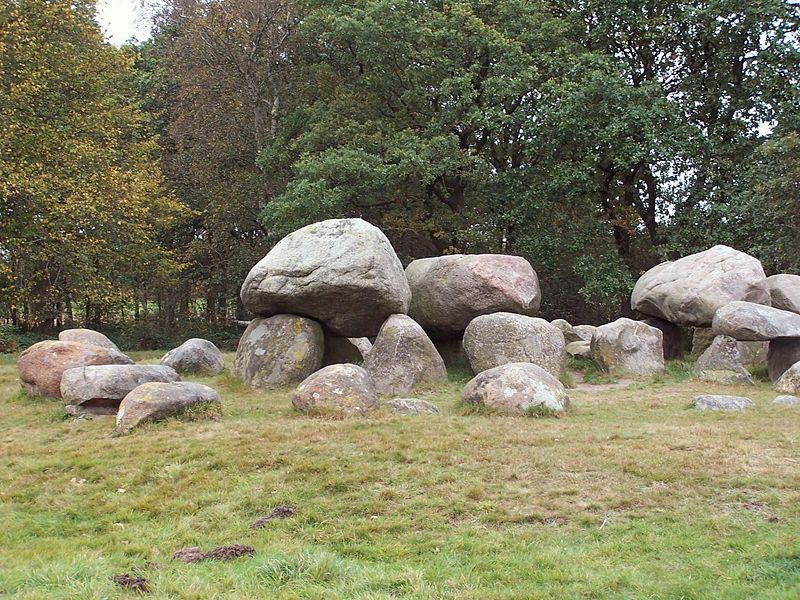
Дольмен біля села
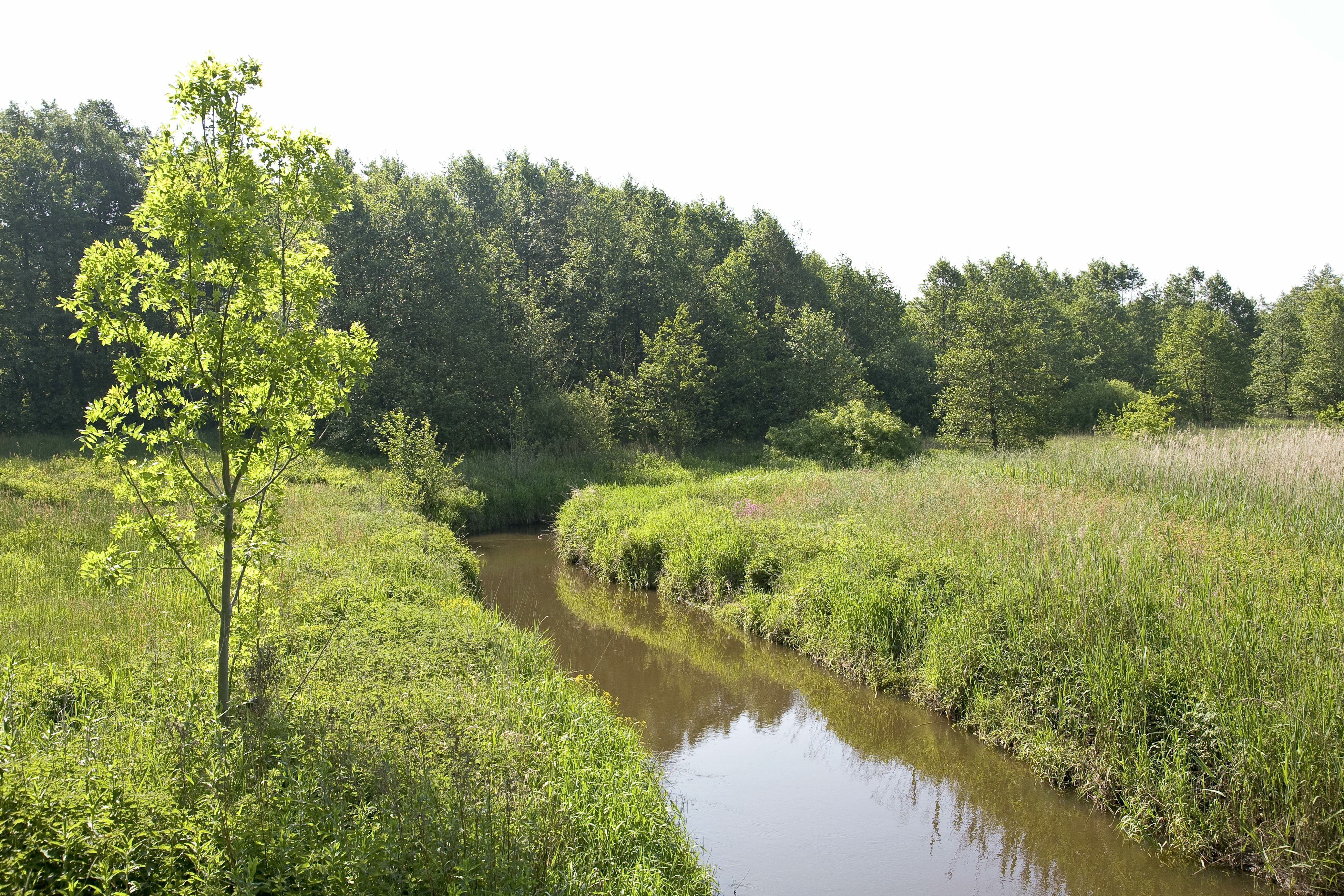
Природа поблизу села
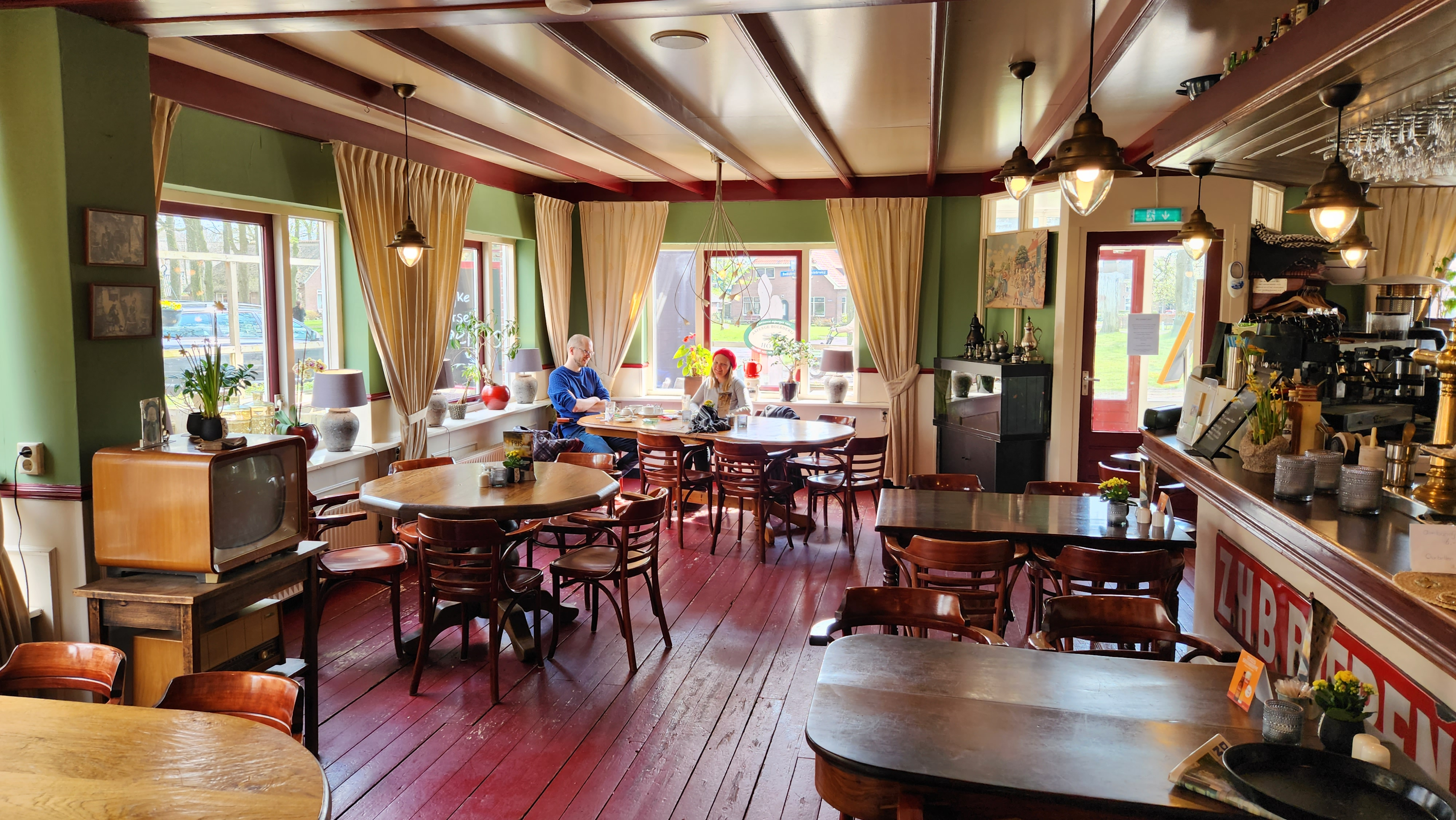
Сільський ресторан